# Copa América Centenário – Grupo A
O grupo A da Copa América Centenário, edição especial desta competição comemorando os cem anos de realização da Copa América, organizada pela Confederação Sul-Americana de Futebol (Conmebol) e Confederação de Futebol da América do Norte, Central e Caribe (Concacaf), reuniu as seleções dos Estados Unidos, Colômbia, Costa Rica e Paraguai. Os jogos deste grupo foram realizados em seis cidades estadunidenses. Os componentes deste grupo foram definidos por sorteio realizado em 21 de fevereiro de 2016 no Hammerstein Ballroom, Nova Iorque. A partida inaugural deste grupo, que também foi a partida inaugural da Copa América Centenário, ocorreu entre Estados Unidos e Colômbia, na qual a seleção colombiana venceu por 2–0.

## Equipes
| #  | Time           | Aparições | Melhor resultado              |
| -- | -------------- | --------- | ----------------------------- |
| A1 | Estados Unidos | 4ª        | 4° lugar (1995)               |
| A2 | Colômbia       | 21ª       | Campeão (2001)                |
| A3 | Costa Rica     | 5ª        | Quartas de final (2001, 2004) |
| A4 | Paraguai       | 36ª       | Campeão (1953 e 1979)         |

## Estádios
Os jogos do grupo A serão disputados nos estádios localizados nas cidades de Chicago, Filadélfia, Houston, Orlando, Pasadena e Santa Clara.
| Rose Bowl               | NRG Stadium        |
| Capacidade: 92 542      | Capacidade: 71 795 |
|                         |                    |
| A4                      | A6                 |
| Filadélfia, PA          | Santa Clara, CA    |
| Lincoln Financial Field | Levi's Stadium     |
| Capacidade: 69 176      | Capacidade: 68 500 |
|                         |                    |
| A5                      | A1                 |
| Chicago, IL             | Orlando, FL        |
| Soldier Field           | Citrus Bowl        |
| Capacidade: 61 500      | Capacidade: 60 219 |
|                         |                    |
| A3                      | A2                 |

## Classificação
| Pos. | Seleção        | Pts | J | V | E | D | GP | GC | SG |
| ---- | -------------- | --- | - | - | - | - | -- | -- | -- |
| 1    | Estados Unidos | 6   | 3 | 2 | 0 | 1 | 5  | 2  | +3 |
| 2    | Colômbia       | 6   | 3 | 2 | 0 | 1 | 6  | 4  | +2 |
| 3    | Costa Rica     | 4   | 3 | 1 | 1 | 1 | 3  | 6  | –3 |
| 4    | Paraguai       | 1   | 3 | 0 | 1 | 2 | 1  | 3  | –2 |

## Jogos

### Primeira rodada

#### Estados Unidos x Colômbia

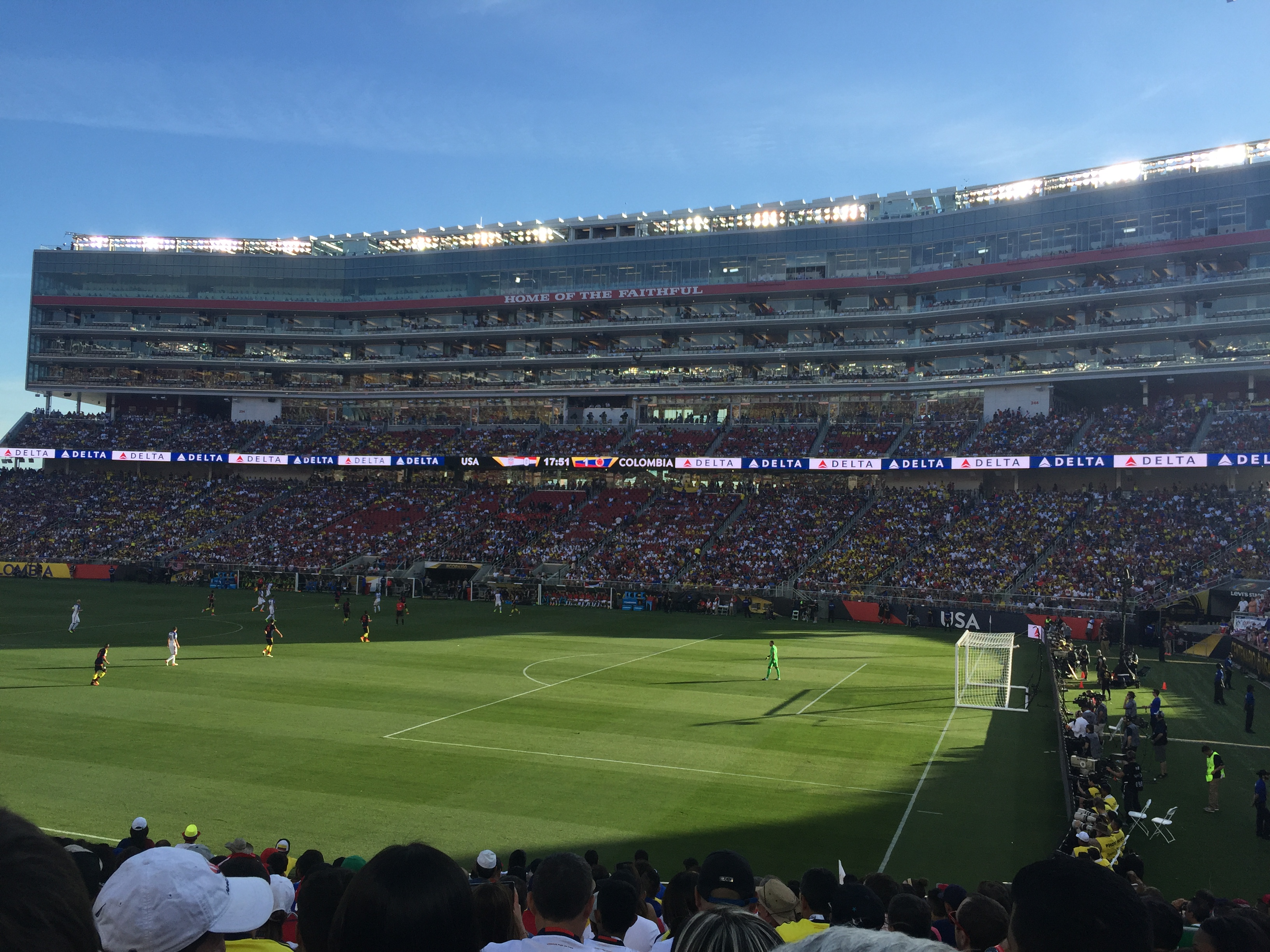
Partida entre Estados Unidos e Colômbia no Levi's Stadium.

Neste século, as seleções de Estados Unidos e Colômbia enfrentaram-se quatro vezes, tendo uma vitória estadunidense (10 de março de 2005, por um placar de 3–0, em jogo amistoso), um empate (12 de outubro de 2010, por um placar de 0–0, em jogo amistoso) e duas vitórias colombianas (5 de julho de 2007, por um placar de 1–0, em jogo válido pela Copa América de 2007; 14 de novembro de 2014, por um placar de 2–1, em jogo amistoso).
A Colômbia abriu o placar logo aos oito minutos de jogo, após cobrança de escanteio de Cardona, Zapata marca o gol e abre o placar, sendo o primeiro gol desta edição da Copa América. Aos 39 minutos de jogo, após Díaz cruzar a bola para a área, Yedlin encosta a mão direita na bola e o árbitro Roberto García assinala penalidade para a equipe colombiana. James Rodríguez cobra o pênalti no lado esquerdo do goleiro Brad Guzan e amplia o placar. Já no segundo tempo, James Rodríguez, aos 73 minutos de jogo, sente dores no ombro esquerdo e é substituido lesionado, após disputar a bola e Brooks derrubá-lo no gramado.
Após o jogo, vários torcedores colombianos publicaram em redes sociais, principalmente no Twitter, mensagens de apoio a James Rodriguez, esperando que o jogador recupere-se rapidamente e volte a jogar na próxima partida. Familiares do ex-jogador colombiano Andrés Escobar receberam uma camisa autografada e emoldurada. O jogador foi assassinado 11 dias após a eliminação da Colômbia na Copa do Mundo FIFA de 1994, onde o jogador marcou um gol contra, o que fez com que a seleção fosse eliminada ainda na primeira fase. Este ato foi organizado pela Univision e contou com a presença de dirigentes da Conmebol, Concacaf e da Federação Colombiana de Futebol.
| 3 de junho    | Estados Unidos | 0 – 2             | Colômbia                        | Levi's Stadium, Santa Clara                 |
| 21:30 (UTC−4) |                | CONMEBOL CONCACAF | Zapata 8' · Rodríguez 42' (pen) | Público: 67 439 Árbitro: MEX Roberto García |

| Cores do Time · Cores do Time · Cores do Time · Cores do Time · Cores do Time | EUA | Colômbia | Cores do Time · Cores do Time · Cores do Time · Cores do Time · Cores do Time |

| ESTADOS UNIDOS:  |    |                   |     |     |
|                  |    |                   |     |     |
| G                | 1  | Brad Guzan        |     |     |
| LD               | 2  | DeAndre Yedlin    |     |     |
| Z                | 20 | Geoff Cameron     |     |     |
| Z                | 6  | John Brooks       |     |     |
| LE               | 23 | Fabian Johnson    |     |     |
| V                | 4  | Michael Bradley   |     |     |
| M                | 13 | Jermaine Jones    |     | 65' |
| M                | 11 | Alejandro Bedoya  | 56' | 85' |
| A                | 7  | Bobby Wood        |     | 64' |
| A                | 9  | Gyasi Zardes      |     |     |
| A                | 8  | Clint Dempsey     |     |     |
| Substituições:   |    |                   |     |     |
| M                | 10 | Darlington Nagbe  |     | 65' |
| M                | 17 | Christian Pulisic |     | 64' |
| M                | 19 | Graham Zusi       |     | 85' |
| Treinador:       |    |                   |     |     |
| Jürgen Klinsmann |    |                   |     |     |

| COLÔMBIA:      |    |                 |  |     |
|                |    |                 |  |     |
| G              | 1  | David Ospina    |  |     |
| LD             | 4  | Santiago Arias  |  |     |
| Z              | 2  | Cristián Zapata |  |     |
| Z              | 22 | Jeison Murillo  |  |     |
| LE             | 19 | Farid Díaz      |  |     |
| V              | 13 | Sebastián Pérez |  | 85' |
| V              | 16 | Daniel Torres   |  |     |
| M              | 11 | Juan Cuadrado   |  |     |
| M              | 10 | James Rodríguez |  | 72' |
| M              | 8  | Edwin Cardona   |  |     |
| A              | 7  | Carlos Bacca    |  | 87' |
| Substituições: |    |                 |  |     |
| M              | 5  | Guillermo Celis |  | 72' |
| M              | 6  | Carlos Sánchez  |  | 85' |
| A              | 17 | Dayro Moreno    |  | 87' |
| Treinador:     |    |                 |  |     |
| José Pékerman  |    |                 |  |     |

| Homem do jogo: Cristián Zapata (Colômbia) Bandeirinhas: José Luis Camargo Alberto Morín Quarto árbitro: Wilton Sampaio Quinto árbitro: Kléber Gil |

#### Costa Rica vs Paraguai
Neste século, as seleções de Costa Rica e Paraguai enfrentaram-se cinco vezes, tendo duas vitórias costarriquenhas (29 de março de 2003, por um placar de 2–1, em jogo amistoso; 5 de março de 2014, por um placar de 2–1, em jogo amistoso), um empate (26 de março de 2015, por um placar de 0–0, em jogo amistoso) e uma vitória paraguaia (8 de julho de 2004, por um placar de 1–0, em Copa América de 2004; 11 de agosto de 2010, por um placar de 2–0, em jogo amistoso).
O jogo fora bastante equilibrado, tendo dez finalizações no jogo, cinco de cada equipe e posse de bola de 50% para cada equipe, mas com muitos passes errados, 72 para a Costa Rica e 46 para o Paraguai. No final do jogo, o jogador costarriquenho Waston comete falta grave em Valdez e o árbitro Patricio Loustau aplica cartão vermelho em Waston.
A seleção paraguaia manteve sua invencibilidade em estreias de Copa América, não perdendo desde a edição de 1975. É também a nona vez, em treze jogos pela competição, que a seleção paraguaia empata, tendo também uma vitória e três derrotas.
| 4 de junho    | Costa Rica | 0 – 0             | Paraguai | Citrus Bowl, Orlando                          |
| 17:00 (UTC−4) |            | CONMEBOL CONCACAF |          | Público: 14 334 Árbitro: ARG Patricio Loustau |

| Cores do Time · Cores do Time · Cores do Time · Cores do Time · Cores do Time | Costa Rica | Paraguai | Cores do Time · Cores do Time · Cores do Time · Cores do Time · Cores do Time |

| COSTA RICA     |    |                   |       |     |
|                |    |                   |       |     |
| G              | 18 | Patrick Pemberton |       |     |
| LD             | 16 | Cristian Gamboa   |       |     |
| Z              | 19 | Kendall Waston    | 90+3' |     |
| Z              | 2  | Johnny Acosta     |       |     |
| Z              | 6  | Óscar Duarte      |       |     |
| LE             | 22 | Ronald Matarrita  | 48'   |     |
| M              | 5  | Celso Borges      |       |     |
| M              | 17 | Yeltsin Tejeda    | 1'    | 58' |
| V              | 10 | Bryan Ruiz        |       | 78' |
| A              | 12 | Joel Campbell     |       | 66' |
| A              | 21 | Marcos Ureña      |       |     |
| Substituições: |    |                   |       |     |
| M              | 14 | Randall Azofeifa  |       | 58' |
| M              | 7  | Christian Bolaños |       | 78' |
| A              | 11 | Johan Venegas     |       | 66' |
| Treinador:     |    |                   |       |     |
| Oscar Ramírez  |    |                   |       |     |

| PARAGUAI       |    |                       |     |     |
|                |    |                       |     |     |
| G              | 1  | Justo Villar          |     |     |
| LD             | 5  | Bruno Valdez          |     |     |
| Z              | 3  | Gustavo Gómez         |     |     |
| Z              | 14 | Paulo da Silva        |     |     |
| LE             | 6  | Miguel Samudio        |     |     |
| M              | 10 | Derlis González       | 82' | 88' |
| M              | 16 | Celso Ortíz           |     |     |
| M              | 23 | Robert Piris da Motta |     |     |
| M              | 21 | Oscar Romero          |     | 69' |
| A              | 7  | Jorge Benítez         | 12' | 72' |
| A              | 19 | Darío Lezcano         |     |     |
| Substituições: |    |                       |     |     |
| A              | 11 | Edgar Benítez         |     | 69' |
| A              | 18 | Nelson Valdez         | 78' | 72' |
| A              | 15 | Juan Iturbe           |     | 88' |
| Treinador:     |    |                       |     |     |
| Ramón Díaz     |    |                       |     |     |

| Homem do jogo: Gustavo Gómez (Paraguai) Bandeirinhas: Ezequiel Brailovsky Ariel Scime Quarto árbitro: Yadel Martinez Quinto árbitro: Gustavo Rossi |

### Segunda rodada

#### Estados Unidos vs Costa Rica
Neste século, as seleções de Estados Unidos e Costa Rica enfrentaram-se treze vezes, tendo cinco vitórias estadunidenses (25 de abril de 2001, por um placar de 1–0, em jogo válido pelas eliminatórias da Copa do Mundo FIFA de 2002; 26 de julho de 2003, por um placar de 3–2, em jogo válido pela Copa Ouro da CONCACAF de 2003; 4 de junho de 2005, por um placar de 3–0, em jogo válido pelas eliminatórias da Copa do Mundo FIFA de 2006; 22 de março de 2013, por um placar de 1–0, em jogo válido pelas eliminatórias da Copa do Mundo FIFA de 2014; 16 de julho de 2013, por um placar de 1–0, em jogo válido pela Copa Ouro da CONCACAF de 2013), dois empates (12 de julho de 2005, por um placar de 0–0, em jogo válido pela Copa Ouro da CONCACAF de 2005; 14 de outubro de 2009, por um placar de 2–2, em jogo válido pelas eliminatórias da Copa do Mundo FIFA de 2010) e seis vitórias costarriquenhas (5 de setembro de 2001, por um placar de 2–0, em jogo válido pelas eliminatórias da Copa do Mundo FIFA de 2002; 8 de outubro de 2005, por um placar de 3–0, em jogo válido pelas eliminatórias da Copa do Mundo FIFA de 2006; 3 de junho de 2009, por um placar de 3–1, em jogo válido pelas eliminatórias da Copa do Mundo FIFA de 2010; 3 de setembro de 2011, por um placar de 1–0, em jogo amistoso; 6 de setembro de 2013, por um placar de 3–1, em jogo válido pelas eliminatórias da Copa do Mundo FIFA de 2014; 13 de outubro de 2015, por um placar de 1–0, em jogo amistoso).
Logo aos sete minutos de jogo, Bobby foi empurrado na grande área por Gamboa e o árbitro assinalou pênalti a favor dos Estados Unidos, no qual Dempsey cobrou no canto esquerdo do goleiro, abrindo o placar. Já aos 36 minutos de jogo, Dempsey arrancou com a bola do meio do campo, tocou para Jones que arrisca de fora da área e amlia o marcador. Logo após, aos 41 minutos, Wood recebe a bola na meia-lua da área, gira e chuta no canto esquerdo do goleiro, ampliando o marcador. Já no segundo tempo, aos 86 minutos, Zusi rouba a bola no meio campo, arma o contra-ataque e chuta com a perna canhota, ampliando e fechando o placar.
| 7 de junho    | Estados Unidos                                     | 4 – 0     | Costa Rica | Soldier Field, Chicago |
| 20:00 (UTC−4) | Dempsey 8' (pen) · Jones 36' · Wood 41' · Zusi 86' | Relatório |            | Público: 39 642        |

| Cores do Time · Cores do Time · Cores do Time · Cores do Time · Cores do Time | EUA | Costa Rica | Cores do Time · Cores do Time · Cores do Time · Cores do Time · Cores do Time |

| G                | 1  | Brad Guzan        |     |     |
| LE               | 2  | DeAndre Yedlin    |     |     |
| Z                | 20 | Geoff Cameron     |     |     |
| Z                | 6  | John Brooks       | 81' |     |
| LE               | 23 | Fabian Johnson    | 44' |     |
| M                | 11 | Alejandro Bedoya  |     | 83' |
| M                | 4  | Michael Bradley   |     |     |
| M                | 13 | Jermaine Jones    |     |     |
| A                | 9  | Gyasi Zardes      |     |     |
| A                | 8  | Clint Dempsey     |     | 78' |
| A                | 7  | Bobby Wood        |     | 70' |
| Substituições:   |    |                   |     |     |
| M                | 19 | Graham Zusi       |     | 70' |
| A                | 18 | Chris Wondolowski |     | 78' |
| M                | 15 | Kyle Beckerman    |     | 83' |
| Treinador:       |    |                   |     |     |
| Jürgen Klinsmann |    |                   |     |     |

| G              | 18 | Patrick Pemberton |  |     |
| LD             | 16 | Cristian Gamboa   |  | 46' |
| Z              | 6  | Óscar Duarte      |  |     |
| Z              | 2  | Johnny Acosta     |  |     |
| Z              | 3  | Francisco Calvo   |  |     |
| LE             | 22 | Rónald Matarrita  |  |     |
| V              | 5  | Celso Borges      |  |     |
| M              | 7  | Christian Bolaños |  |     |
| M              | 10 | Bryan Ruiz        |  |     |
| M              | 12 | Joel Campbell     |  | 46' |
| A              | 21 | Marco Ureña       |  | 18' |
| Substituições: |    |                   |  |     |
| A              | 9  | Álvaro Saborío    |  | 18' |
| Z              | 15 | José Salvatierra  |  | 46' |
| M              | 14 | Randall Azofeifa  |  | 46' |
| Treinador:     |    |                   |  |     |
| Óscar Ramírez  |    |                   |  |     |

| Homem do jogo: Jermaine Jones (Estados Unidos) Assistentes: Byron Romero Luis Vera Quarto árbitro: Jhon Pitti Quinto árbitro: Gabriel Victoria |

#### Colômbia vs Paraguai
Neste século, as seleções de Colômbia e Paraguai enfrentaram-se onze vezes, tendo sete vitórias colombianas (14 de novembro de 2001, por um placar de 4–0, em jogo válido pelas eliminatórias da Copa do Mundo FIFA de 2002; 12 de outubro de 2005, por um placar de 1–0, em jogo válido pelas eliminatórias da Copa do Mundo FIFA de 2006; 28 de março de 2007, por um placar de 5–0, em jogo amistoso; 12 de setembro de 2007, por um placar de 1–0, em jogo amistoso; 14 de outubro de 2009, por um placar de 2–0, em jogo válido pelas eliminatórias da Copa do Mundo FIFA de 2010; 12 de outubro de 2012, por um placar de 2–0, em jogo válido pelas eliminatórias da Copa do Mundo FIFA de 2014; 15 de outubro de 2013, por um placar de 2–1, em jogo válido pelas eliminatórias da Copa do Mundo FIFA de 2014), um empate (9 de outubro de 2004, por um placar de 1–1, em jogo válido pelas eliminatórias da Copa do Mundo FIFA de 2006) e três vitórias paraguaias (7 de outubro de 2000, por um placar de 2–0, em jogo válido pelas eliminatórias da Copa do Mundo FIFA de 2002; 28 de junho de 2007, por um placar de 5–0, em jogo válido pela Copa América de 2007; 11 de outubro de 2008, por um placar de 1–0, em jogo válido pelas eliminatórias da Copa do Mundo FIFA de 2010).
| 7 de junho    | Colômbia                  | 2 – 1     | Paraguai  | Rose Bowl, Pasadena |
| 22:30 (UTC−4) | Bacca 11' · Rodríguez 29' | Relatório | 70' Ayala |                     |

| Cores do Time · Cores do Time · Cores do Time · Cores do Time · Cores do Time | Colômbia | Paraguai | Cores do Time · Cores do Time · Cores do Time · Cores do Time · Cores do Time |

| G              | 1  | David Ospina    |       |     |
| LD             | 4  | Santiago Arias  |       |     |
| Z              | 2  | Cristián Zapata |       | 90' |
| Z              | 22 | Jeison Murillo  | 45+4' |     |
| LE             | 19 | Farid Díaz      |       |     |
| V              | 13 | Sebastián Pérez |       | 58' |
| V              | 16 | Daniel Torres   |       |     |
| M              | 11 | Juan Cuadrado   |       | 87' |
| M              | 10 | James Rodríguez |       |     |
| M              | 8  | Edwin Cardona   |       |     |
| A              | 7  | Carlos Bacca    |       |     |
| Substituições: |    |                 |       |     |
| M              | 5  | Guillermo Celis |       | 58' |
| A              | 21 | Marlos Moreno   |       | 87' |
| Z              | 3  | Yerry Mina      |       | 90' |
| Treinador:     |    |                 |       |     |
| José Pékerman  |    |                 |       |     |

| G              | 1  | Justo Villar          |          |     |
| LD             | 5  | Bruno Valdez          |          |     |
| Z              | 3  | Gustavo Gómez         |          |     |
| Z              | 14 | Paulo da Silva        |          |     |
| LE             | 6  | Miguel Samudio        |          |     |
| M              | 21 | Óscar Romero          | 79', 81' |     |
| M              | 23 | Robert Piris Da Motta |          | 46' |
| M              | 16 | Celso Ortiz           |          |     |
| M              | 17 | Miguel Almirón        |          |     |
| A              | 11 | Édgar Benítez         |          | 46' |
| A              | 19 | Dario Lezcano         | 63'      | 67' |
| Substituições: |    |                       |          |     |
| Z              | 20 | Víctor Ayala          |          | 46' |
| A              | 7  | Jorge Benítez         |          | 46' |
| A              | 9  | Antonio Sanabria      |          | 67' |
| Treinador:     |    |                       |          |     |
| Ramón Díaz     |    |                       |          |     |

| Homem do jogo: James Rodríguez (Colômbia) Assistentes: Kléber Lúcio Gil Bruno Boschilia Quarto árbitro: Julio Bascuñán Quinto árbitro: Christian Schiemann |

### Terceira rodada

#### Estados Unidos vs Paraguai
Neste século, as seleções de Estados Unidos e Paraguai enfrentaram-se três vezes, tendo uma vitória estadunidense (6 de julho de 2003, por um placar de 2–0, em jogo amistoso), nenhum empate e duas vitórias paraguaias (2 de julho de 2007, por um placar de 3–1, em jogo válido pela Copa América de 2007; 29 de março de 2011, por um placar de 1–0, em jogo amistoso).
| 11 de junho   | Estados Unidos | 1 – 0     | Paraguai | Lincoln Financial Field, Filadélfia |
| 19:00 (UTC−4) | Dempsey 26'    | Relatório |          |                                     |

| Cores do Time · Cores do Time · Cores do Time · Cores do Time · Cores do Time | EUA | Paraguai | Cores do Time · Cores do Time · Cores do Time · Cores do Time · Cores do Time |

| G                | 1  | Brad Guzan       |          |     |
| LD               | 2  | DeAndre Yedlin   | 46', 47' |     |
| Z                | 20 | Geoff Cameron    |          |     |
| Z                | 6  | John Brooks      |          |     |
| LE               | 23 | Fabian Johnson   |          |     |
| M                | 11 | Alejandro Bedoya |          | 74' |
| M                | 4  | Michael Bradley  | 58'      |     |
| M                | 13 | Jermaine Jones   | 87'      |     |
| A                | 9  | Gyasi Zardes     |          |     |
| A                | 8  | Clint Dempsey    |          | 49' |
| A                | 7  | Bobby Wood       | 71'      | 85' |
| Substituições:   |    |                  |          |     |
| Z                | 14 | Michael Orozco   | 78'      | 49' |
| M                | 19 | Graham Zusi      |          | 74' |
| M                | 15 | Kyle Beckerman   |          | 85' |
| Treinador:       |    |                  |          |     |
| Jürgen Klinsmann |    |                  |          |     |

| G              | 1  | Justo Villar       |     |     |
| LD             | 14 | Paulo da Silva     |     |     |
| Z              | 3  | Gustavo Gómez      |     |     |
| Z              | 2  | Fabián Balbuena    |     | 45' |
| LE             | 6  | Miguel Samudio     |     |     |
| M              | 10 | Derlis González    |     |     |
| M              | 20 | Víctor Ayala       | 81' |     |
| M              | 16 | Celso Ortiz        | 12' | 54' |
| M              | 17 | Miguel Almirón     |     |     |
| A              | 9  | Antonio Sanabria   |     | 62' |
| A              | 19 | Dario Lezcano      |     |     |
| Substituições: |    |                    |     |     |
| A              | 15 | Juan Iturbe        |     | 45' |
| M              | 8  | Juan Rodrigo Rojas | 70' | 54' |
| A              | 7  | Jorge Benítez      |     | 62' |
| Treinador:     |    |                    |     |     |
| Ramón Díaz     |    |                    |     |     |

| Homem do Jogo: John Brooks (Estados Unidos) Assistentes: Carlos Astroza Christian Schiemann Quarto Árbitro: Jhon Pitti Quinto Árbitro: Gabriel Victoria |

#### Colômbia vs Costa Rica
Neste século, as seleções de Colômbia e Costa Rica enfrentaram-se quatro vezes, tendo quatro vitórias colombianas (9 de maio de 2002, por um placar de 2–1, em jogo amistoso; 17 de julho de 2004, por um placar de 2–0, em jogo válido pela Copa América de 2004; 2 de julho de 2011, por um placar de 1–0, em jogo válido pela Copa América de 2011; 6 de junho de 2015, por um placar de 1–0, em jogo amistoso), nenhum empate e nenhuma vitória costarriquenha.
| 11 de junho   | Colômbia              | 2 – 3             | Costa Rica                                 | NRG Stadium, Houston                     |
| 21:00 (UTC−4) | Fabra 7' · Moreno 73' | CONMEBOL CONCACAF | Venegas 2' · Fabra 34' (g.c.) · Borges 58' | Público: 45 808 Árbitro: VEN José Argote |

| Cores do Time · Cores do Time · Cores do Time · Cores do Time · Cores do Time | Colômbia | Costa Rica | Cores do Time · Cores do Time · Cores do Time · Cores do Time · Cores do Time |

| G              | 12 | Róbinson Zapata         |     |     |
| LD             | 15 | Stefan Medina           |     |     |
| Z              | 14 | Felipe Aguilar          |     | 66' |
| Z              | 3  | Yerry Mina              |     |     |
| LE             | 18 | Frank Fabra             |     |     |
| M              | 5  | Guillermo Celis         |     |     |
| M              | 6  | Carlos Sánchez          |     |     |
| M              | 13 | Sebastián Pérez         |     | 46' |
| A              | 17 | Dayro Moreno            |     | 46' |
| A              | 9  | Roger Martínez          | 41' |     |
| A              | 21 | Marlos Moreno           |     |     |
| Substituições: |    |                         |     |     |
| M              | 8  | Edwin Cardona           |     | 46' |
| M              | 10 | James Rodríguez         |     | 46' |
| M              | 11 | Juan Guillermo Cuadrado |     | 66' |
| Treinador:     |    |                         |     |     |
| José Pékerman  |    |                         |     |     |

| G              | 18 | Patrick Pemberton | 83'   |     |
| Z              | 19 | Kendall Waston    | 87'   |     |
| Z              | 2  | Johnny Acosta     |       |     |
| Z              | 3  | Francisco Calvo   |       |     |
| M              | 15 | José Salvatierra  |       | 46' |
| M              | 22 | Rónald Matarrita  |       |     |
| M              | 14 | Randall Azofeifa  | 44'   |     |
| M              | 5  | Celso Borges      |       | 77' |
| A              | 7  | Christian Bolaños |       |     |
| A              | 10 | Bryan Ruiz        |       | 78' |
| A              | 11 | Johan Venegas     |       |     |
| Substituições: |    |                   |       |     |
| Z              | 8  | Bryan Oviedo      |       | 46' |
| M              | 17 | Yeltsin Tejeda    |       | 77' |
| A              | 12 | Joel Campbell     | 90+2' | 78' |
| Treinador:     |    |                   |       |     |
| Óscar Ramírez  |    |                   |       |     |

| Homem do Jogo: Celso Borges (Costa Rica) Assistentes: Luis Sánchez Luis Murillo Quarto Árbitro: Daniel Fedorczuk Quinto Árbitro: Christian Ramírez |